# Acmonotus incusifer
Acmonotus incusifer är en insektsart som beskrevs av Robert McLachlan 1871.
Acmonotus incusifer ingår i släktet Acmonotus och familjen fjärilsländor. Inga underarter finns listade i Catalogue of Life.